# In Your Eyes
In Your Eyes е песен на австралийската певица Кайли Миноуг, издадена като втория сингъл от албума Fever. Песента е написана от Кайли Миноуг, Ричард Стенард, Джулиан Галахър и Аш Хоус, и продуцирана от Ричард Стенард и Джулиан Галахър. Песента достигна първо място в Австралия и номер три във Великобритания.

## Формати и песни
Международен CD сингъл 1
1. In Your Eyes – 3:28
2. Tightrope – 4:29
3. Good Like That – 3:35

Международен CD сингъл 2
1. In Your Eyes – 3:28
2. In Your Eyes (Tha S Man's Release Mix) – 7:34
3. In Your Eyes (Jean Jacques Smoothie Mix) – 6:23

Австралийски CD сингъл 1
1. In Your Eyes – 3:28
2. Never Spoken – 3:18
3. Harmony – 4:15
4. In Your Eyes (Tha S Man's Release Mix) – 7:34

Австралийски CD сингъл 2
1. In Your Eyes – 3:28
2. In Your Eyes (Mr Bishi Mix) – 7:25
3. In Your Eyes (Jean Jacques Smoothie Mix) – 6:23
4. In Your Eyes (Saeed & Palesh Mix) – 8:40